# Crawler-transporter

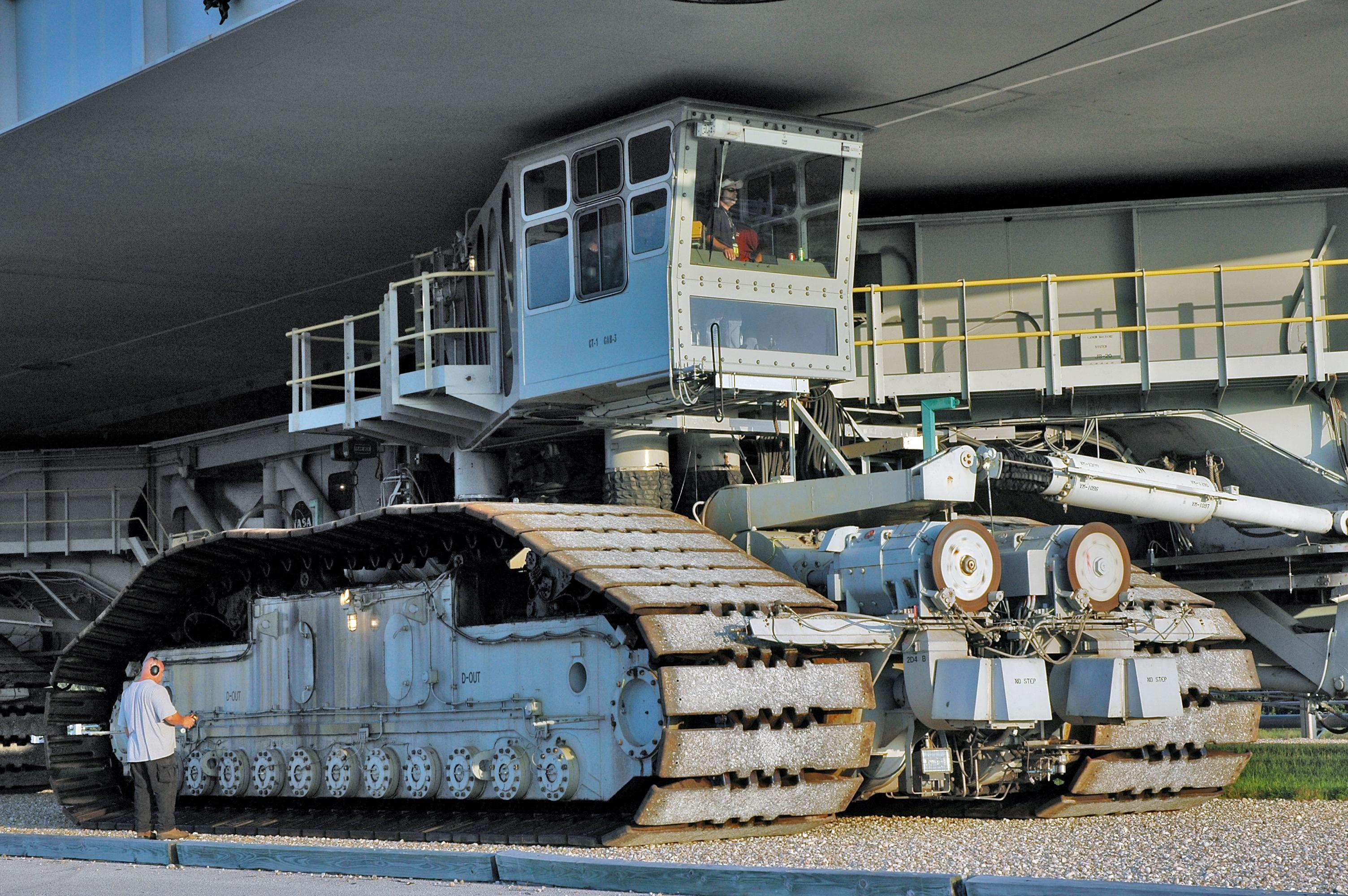
Vista frontale del crawler-transporter.

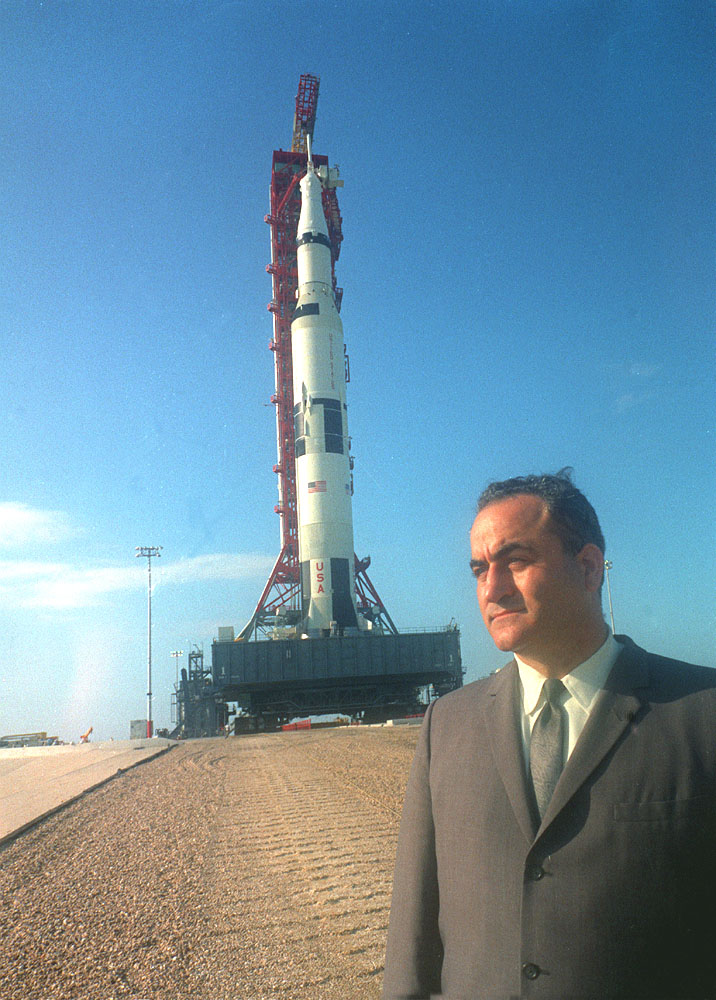
Il Trasportare cingolato trasporta il Saturn V verso il Complesso di lancio 39 (in primo piano, Rocco Petrone)

Il Trasportatore cingolato (in inglese Crawler-transporter) è uno speciale veicolo cingolato in uso dal 1965 presso il Kennedy Space Center per il trasporto di razzi vettori dal Vehicle Assembly Building alla rampa di lancio.
È stato impiegato per il trasporto dei razzi Saturn IB e Saturn V nell'ambito dei programmi Apollo, Skylab e nel programma test Apollo-Sojuz. Dal 1981 è impiegato per il trasporto dello Space Shuttle dal Vehicle Assembly Building al Complesso di lancio 39, attraverso la cosiddetta Crawlerway. Era previsto che il veicolo rimanesse in esercizio anche dopo la conclusione delle missioni Shuttle per il trasporto dei nuovi razzi Ares, nell'ambito del programma Constellation, che tuttavia è stato accantonato dalla NASA in seguito a una riduzione dei finanziamenti; verrà invece utilizzato per il trasporto del razzo SLS dal Vehicle Assembly Building alla rampa di lancio durante le missioni Artemis.
I due veicoli esistenti sono stati progettati dalla Bucyrus International e costruiti dalla Marion Power Shovel al costo unitario di circa 14 milioni di dollari. Quando furono costruiti erano i più grandi veicoli cingolati del mondo, mentre dal 1978 il record è detenuto dallo scavatore Bagger 288.

## Specifiche
Il veicolo ha un peso di 2721 t ed è dotato di 8 cingoli, due su ogni angolo. Ogni cingolo è composto da 57 maglie che pesano circa 900 kg ciascuna. Il veicolo misura 40 × 35 m; l'altezza della piattaforma può essere variabile tra 6 e 8 m, indipendentemente per ogni lato.

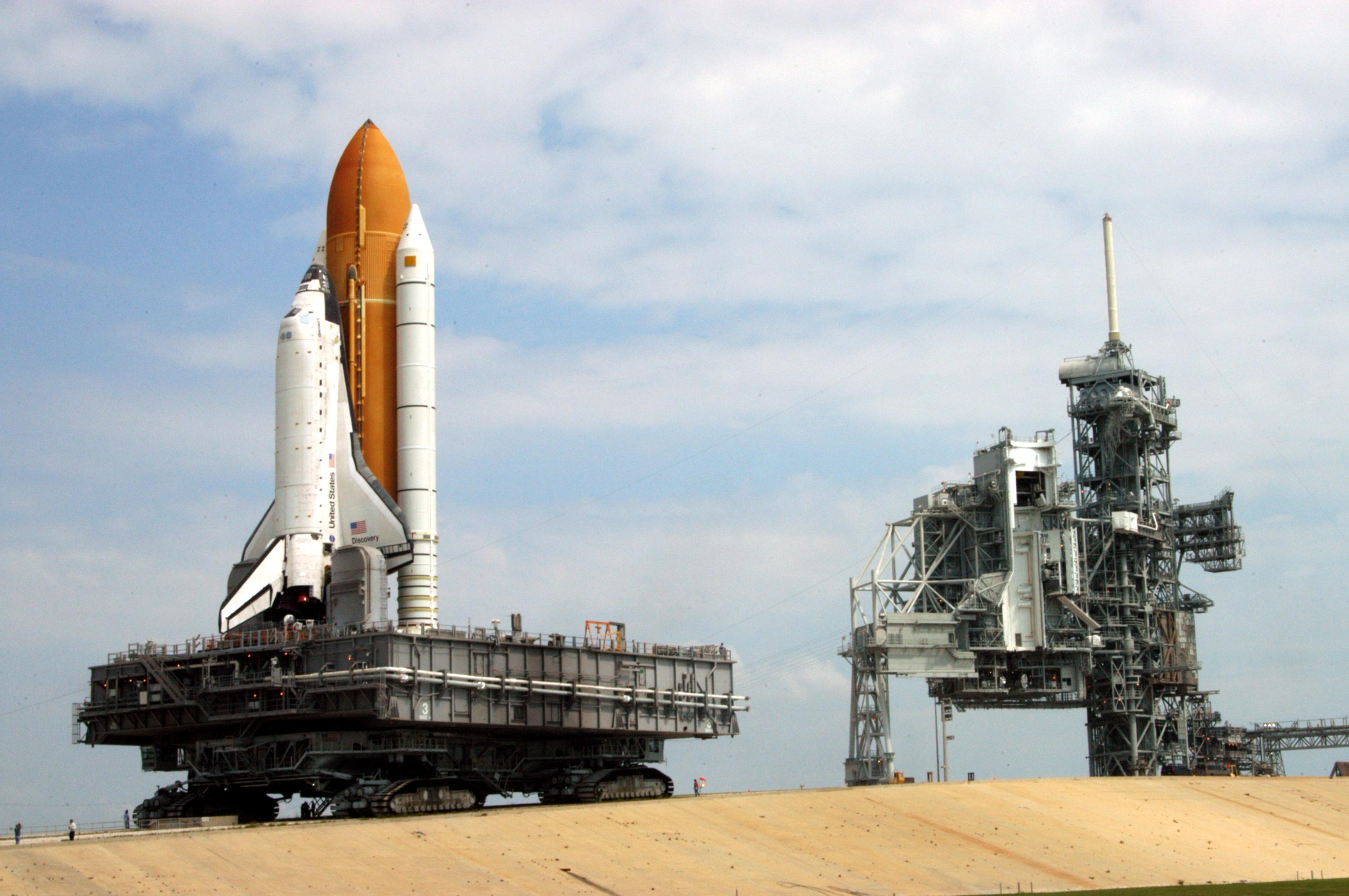
Il transporter con il Discovery verso il complesso di lancio 39 B. Il veicolo garantisce il livello orizzontale per la Mobile Launch Platform e lo Shuttle

Il veicolo utilizza un sistema laser e un meccanismo di livellamento per mantenere orizzontale la piattaforma mobile di lancio (Mobile Launcher Platform) durante tutto il percorso, fino alla sua destinazione, con tolleranze del 5% di pendenza. Un secondo sistema laser assicura che il razzo sia in posizione nel Vehicle Assembly Building e sulla piattaforma di lancio.
I motori per la trazione sono 16, alimentati da quattro generatori da 1000 kW, a loro volta azionati da due motori diesel da 2050 kW (pari a 2750 hp). Per le altre operazioni sono usati due generatori da 750 kW, azionati da due motori da 749 kW (1065 hp). Due generatori da 150 kW sono disponibili per l'alimentazione della Mobile Launcher Platform. I serbatoi del veicolo contengono circa 19000 l di gasolio e il consumo è circa 350 l/km.
Il veicolo è controllato da due cabine di controllo posizionate alle due estremità e attraversa la pista (detta Crawlerway) lunga 5,6 km a una velocità massima di 1,6 km/h quando è carico e 3 km/h a vuoto. Il viaggio dal Vehicle Assembly Building al complesso di lancio 39 richiede in media circa cinque ore.

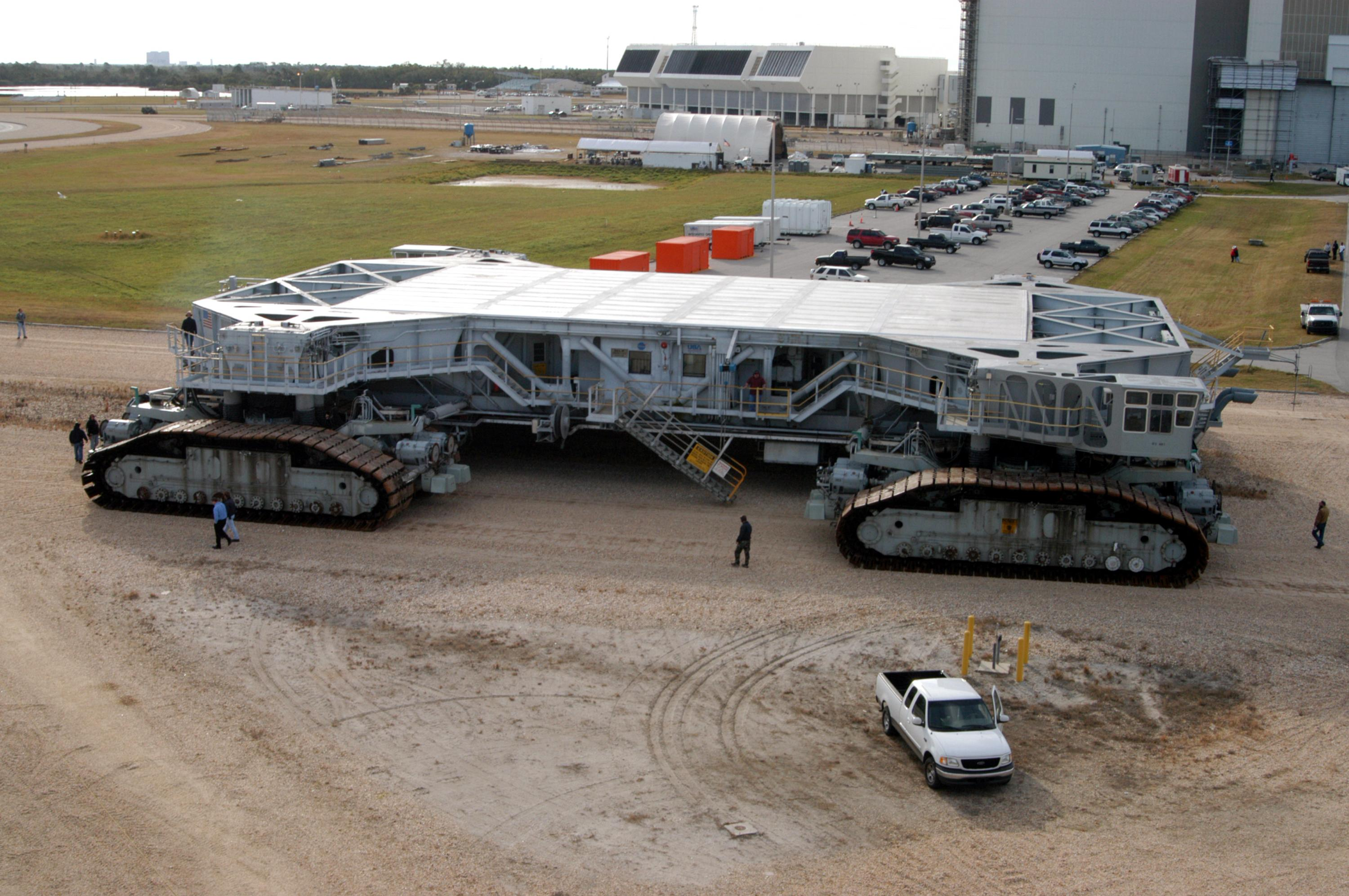
Il secondo Crawler-transporter ("Franz") in un test effettuato nel dicembre del 2004

Dal 1965, il Kennedy Space Center ha utilizzato sempre gli stessi due veicoli (chiamati "Hans" e "Franz"). In questo periodo di tempo hanno viaggiato in totale per più di 4000 km.
I due crawler sono stati aggiornati nel 2003 con miglioramenti apportati al Motor Control Center (centro controllo motori), che ospita gli ingranaggi e i controlli elettronici dei sistemi principali di bordo, e l'implementazione di un nuovo motore, di un nuovo sistema di ventilazione, di nuovi radiatori per i motori diesel e la sostituzione delle due cabine di guida del veicolo.
La NASA aveva pianificato di mantenerli in esercizio dopo il ritiro degli Space Shuttle nel 2011 per il trasporto dei nuovi razzi del programma Constellation. La necessità di sostenere il peso finale dell'Ares V avrebbe forse potuto richiedere un loro ulteriore aggiornamento.
Il Crawler-transporter verrà utilizzato durante le missioni artemis per lo spostamento del razzo SLS della NASA dal Vehicle Assembly Building alla rampa di lancio. Il 15 marzo 2022, è stato portato al Vehicle Assembly Building  per l'inizio delle operazioni di test sul vettore SLS.

## Operazioni con SLS
Un nuovo utilizzo del Crawler-transporter è nato dalla necessità di spostare il razzo SLS della NASA per le missioni Artemis. 
Il programma infatti prevede lo spostamento del razzo SLS dal Vehicle Assembly Building alla rampa di lancio per effettuare il lancio. Per permettere al Crawler-transporter di effettuare questo spostamento, sono state effettuate alcune modifiche in modo da renderlo più solido e capace di trasportare un carico maggiore, date le dimensioni dello Space Launch System. 
Un primo test è stato effettuato il 17 marzo 2022. Il Crawler-transporter è stato trasportato al Vehicle Assembly Building il 15 marzo  per poi trasportare SLS verso il complesso di lancio 39B il 17 marzo.